# Twierdzenie
Niektóre z zamieszczonych tu informacji wymagają weryfikacji.
Dokładniejsze informacje o tym, co należy poprawić, być może znajdują się w dyskusji tego artykułu.
 Po wyeliminowaniu niedoskonałości należy usunąć szablon [[Szablon:Dopracować|]] z tego artykułu.
Twierdzenie – sformalizowana wypowiedź sądu, stosowana we wszystkich naukach ścisłych, składająca się z dwóch zbiorów zdań, które łączy relacja implikacji. Pierwszy zbiór zdań określa ściśle warunki dla których dane twierdzenie jest spełnione i nazywa się założeniem twierdzenia, a drugi zbiór zdań jest właściwym sądem, będącym istotną treścią wypowiadanego twierdzenia i zwany jest tezą twierdzenia.
Twierdzenie od sylogizmu, który posiada podobną strukturę zdaniową, odróżnia to, że teza twierdzenia nie wynika bezpośrednio z założeń i wymaga osobnego dowodu, w którym trzeba się odnieść do wcześniejszych twierdzeń przyjętych w ramach danej teorii. Sylogizmy wywiedzione z danego twierdzenia są z kolei często nazywane wnioskami z twierdzenia. Czasami nazywa się je także twierdzeniami trywialnymi.
Nie wszystkie twierdzenia przyjęte za prawdziwe w danej teorii posiadają dowód. Część z nich ma charakter twierdzeń pierwotnych, które z natury rzeczy nie mogą być dowiedzione. Takie twierdzenia nazywane są aksjomatami. Inne z kolei twierdzenia są przyjęte w pewnym sensie na wiarę, gdyż mimo braku dowodu wydają się prawdziwe we wszystkich znanych przypadkach. Kurt Gödel dowiódł, że w ramach każdej wystarczająco złożonej teorii składającej się z pojęć pierwotnych i aksjomatów występuje zawsze pewien zbiór twierdzeń, które są prawdziwe, ale nie można ich w ramach danej teorii dowieść. Dodajmy, że „wystarczająco złożonej” oznacza tu zwykle „wystarczającej do zapisania pełnej arytmetyki liczb naturalnych”. Jest to tzw. twierdzenie Gödla.
Dla uproszczenia część twierdzeń jest podawana w formie jednego zdania złożonego, jednak odróżnienie takiego zdania od zdań trywialnych jest możliwe poprzez rozwinięcie ich do pełnej postaci twierdzenia. Rozważmy dla przykładu następujące twierdzenie sformułowane w postaci jednego zdania: „jeżeli liczba naturalna m jest podzielna przez sześć, to jest ona podzielna przez trzy”. To samo twierdzenie z rozbiciem na założenia i tezę wyglądałoby następująco: 
- założenie – dla każdego m należącego do zbioru liczb naturalnych i podzielnego przez sześć,
- teza – m jest podzielne przez trzy.

W założeniach twierdzenia bardzo często występują kwantyfikatory, czyli określenia postaci „dla każdego z danych elementów zbioru ...” lub „istnieje taki element zbioru, że ...”, jednak znane są także twierdzenia, które da się sformułować bez kwantyfikatorów, stąd występowanie ich nie jest koniecznym warunkiem przyjęcia danej wypowiedzi za twierdzenie.